# Pterostichus tropicalis
Pterostichus tropicalis är en skalbaggsart som beskrevs av Bates. Pterostichus tropicalis ingår i släktet Pterostichus och familjen jordlöpare. Inga underarter finns listade i Catalogue of Life.